# Tai nạn xe lửa tại Santiago de Compostela
Tai nạn xe lửa tại Santiago de Compostela xảy ra vào ngày 24 tháng 7 năm 2013, khi một chuyến xe lửa cao tốc loại Alvia chạy từ Madrid tới Ferrol, ở vùng tây bắc Tây Ban Nha, trật đường ray với một tốc độ rất cao tại một khúc quanh, cách trạm xe lửa Santiago de Compostela khoảng 4 kilômét (2,5 mi). Trong số 222 người trên tàu (218 hành khách và 4 nhân viên), khoảng 140 bị thương và 80 tử thương.
Máy ghi các dữ kiện của xe lửa cho thấy, xe lửa đã chạy nhanh hơn gấp đôi tốc độ cho phép, khi nó chạy vào một khúc cua trên tuyến đường. Tai nạn này được một máy quay phim tự động bên lề đường ray ghi lại cho thấy cả hai đầu tàu và 8 toa hành khách đều bị trật đường ray, trong số đó 4 toa bị lật.
Đây là tai nạn đường sắt thảm khốc nhất ở Tây Ban Nha trong gần 70 năm, kể từ tai nạn xe lửa Torre del Bierzo vào năm 1944.

## Bối cảnh
Tây Ban Nha là một trong những nước có mạng lưới đường sắt cao tốc dày đặc nhất thế giới, được xây và bảo trì bởi công ty cơ sở hạ tầng Adif và được hoạt động bởi công ty nhà nước RENFE mà quản lý các xe lửa. Loại xe lửa chuyên chở hành khách RENFE Class 130 chạy trên tuyến đường cao tốc, tuy nhiên chưa phải là xe lửa có thể chạy tốc độ nhanh nhất của hãng này.

## Chi tiết
Vào lúc 20:41 giờ địa phương CEST (18:41 UTC) ngày 24 tháng 7 năm 2013 một xe lửa chuyên chở hành khách loại RENFE Class S730 trên tuyến đường cao tốc từ nhà ga Madrid Chamartín chạy tới Ferrol đã trật đường ray tại cuối tuyến đường cao tốc Olmedo-Zamora-Galicia, tại Angrois ở Santiago de Compostela. Tất cả 10 toa đều bị trật đường ray khi xe chạy vào khúc quanh gọi là A Grandeira Curva; 4 toa bị lật. Lúc tại nạn xảy ra xe lửa này đang chuyên chở 218 hành khách. 1 toa bị vỡ ra làm nhiều phần, 1 toa khác đã bốc cháy. Một tường thuật kỹ thuật không chính thức cho biết xe lửa đang chạy với tốc độ cao hơn gấp đôi tốc độ cho phép khi nó chạy vào khúc quanh.
Theo một tường thuật của hãng thông tấn Reuters, 178 người phải đưa vào nhà thương. Tổng số bị thương khoảng 140, ít nhất 80 người đã chết. Vào ngày 25 tháng 7, 36 người bị thương vẫn còn nằm trong danh sách những người bị thương có thể nguy hiểm đến tính mạng. Xe lửa trật đường ray gần Santiago de Compostela là tai nạn khủng khiếp nhất nước Tây Ban Nha kể từ tại nạn đường ray Torre del Bierzo tại xứ này vào năm 1944.[Note 1]

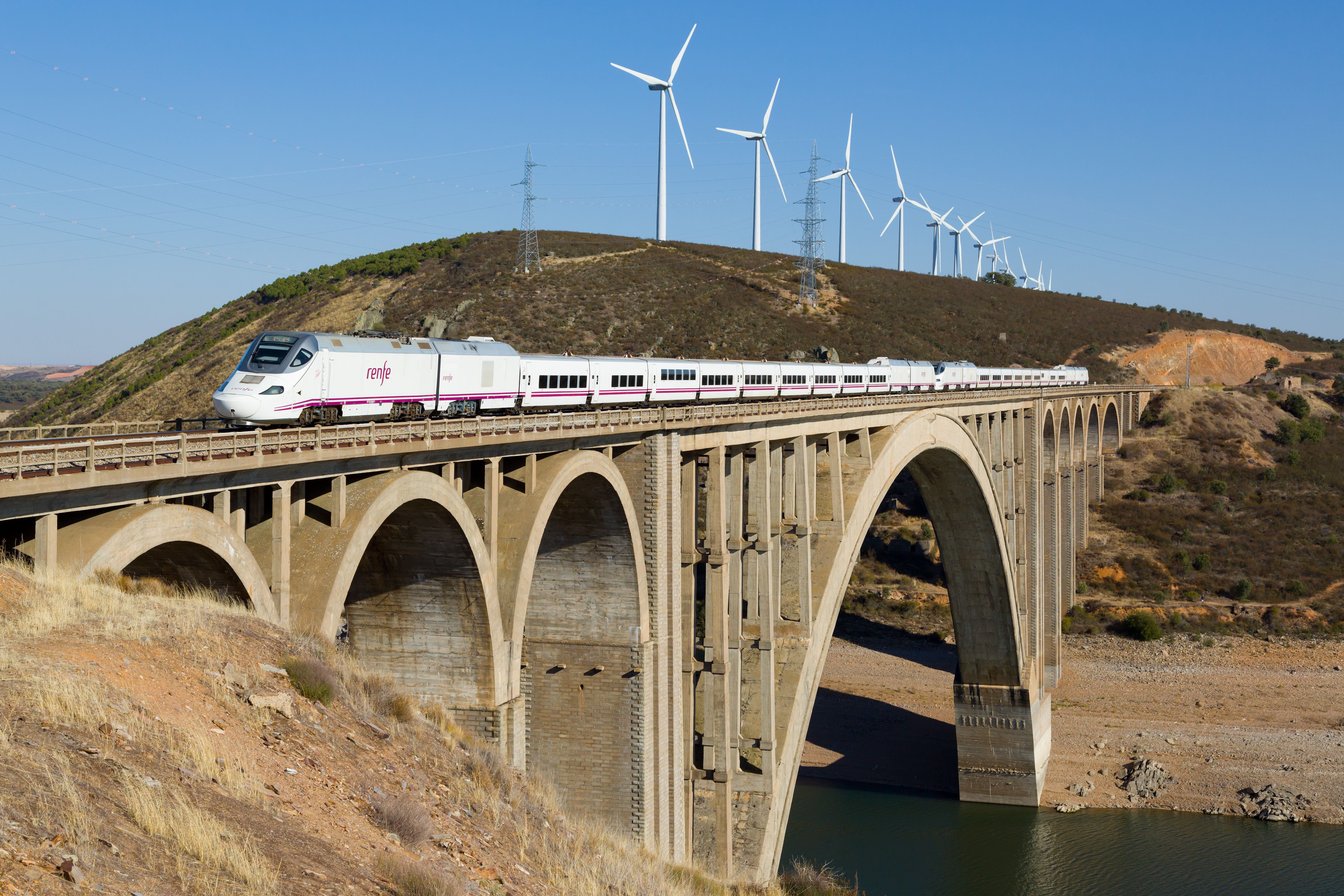
A RENFE Class 730 tương tự với chiếc xe lửa gây tại nạn

## Điều tra
Ủy ban Comisión de Investigación de Accidentes Ferroviarios chịu trách nhiệm việc điều tra các tai nạn đường sắt ở Tây Ban Nha. Núñez Feijóo, người đứng đầu chính quyền tại vùng này nói, là còn quá sớm để khẳng định nguyên nhân của tai nạn. Một phát ngôn viên của chính phủ cho biết, tất cả mọi dấu hiệu cho thấy đây là một tai nạn, không có một bằng chứng nào của việc có bàn tay khủng bố nhúng vào.

Các nhân chứng nói là xe lửa chạy quá nhanh, trước khi bị lật đường ray. Theo một tường thuật không chính thức, tài xế, ông Francisco José Garzón Amo, thú nhận xe lửa chạy với tốc độ 190 kilômét trên giờ (118 mph), trong khi tốc độ giới hạn cho khúc quanh đó là 80 km/h (50 mph). Khúc quẹo nơi tại nạn xảy ra là khúc quanh đầu tiên của xe lửa cao tốc từ Ourense chạy hướng Santiago sau một đoạn cao tốc dài 80 kilômét (50 mi) được cho phép chạy tới 200 km/h (124 mph). Đường cao tốc có hệ thống tự điều khiển xe ERTMS-compliant signalling, nhưng khúc quanh này được tu bổ từ đường ray thông thường, cho chạy chung với các xe lửa chạy chậm hơn và chỉ có hệ thống báo hiệu cũ. Máy ghi lại dữ liệu trên xe lửa xác nhận là xe lửa này chạy với tốc độ 190 kilômét trên giờ (118 mph) luc xảy ra tai nạn.

## Hình ảnh

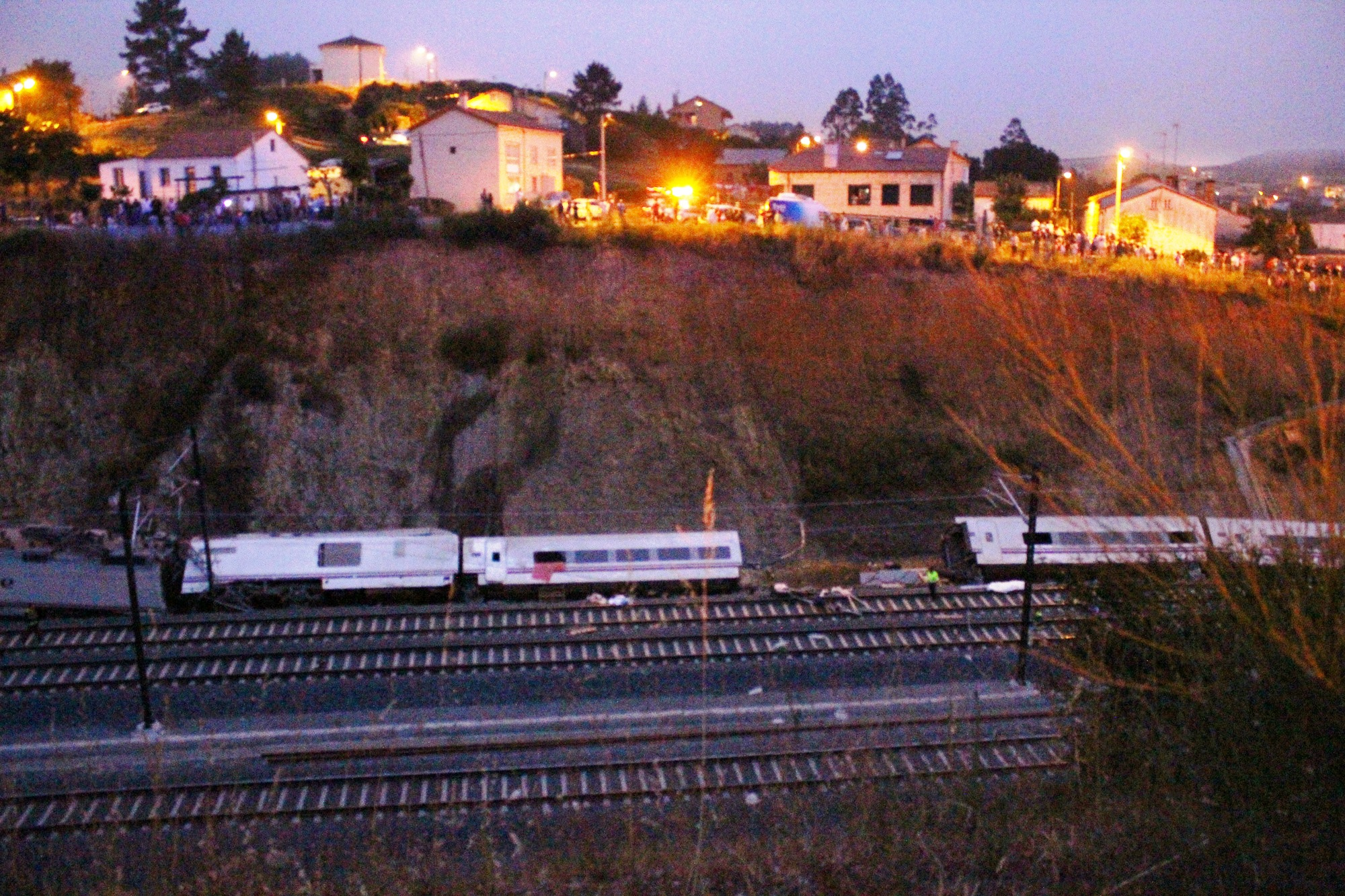
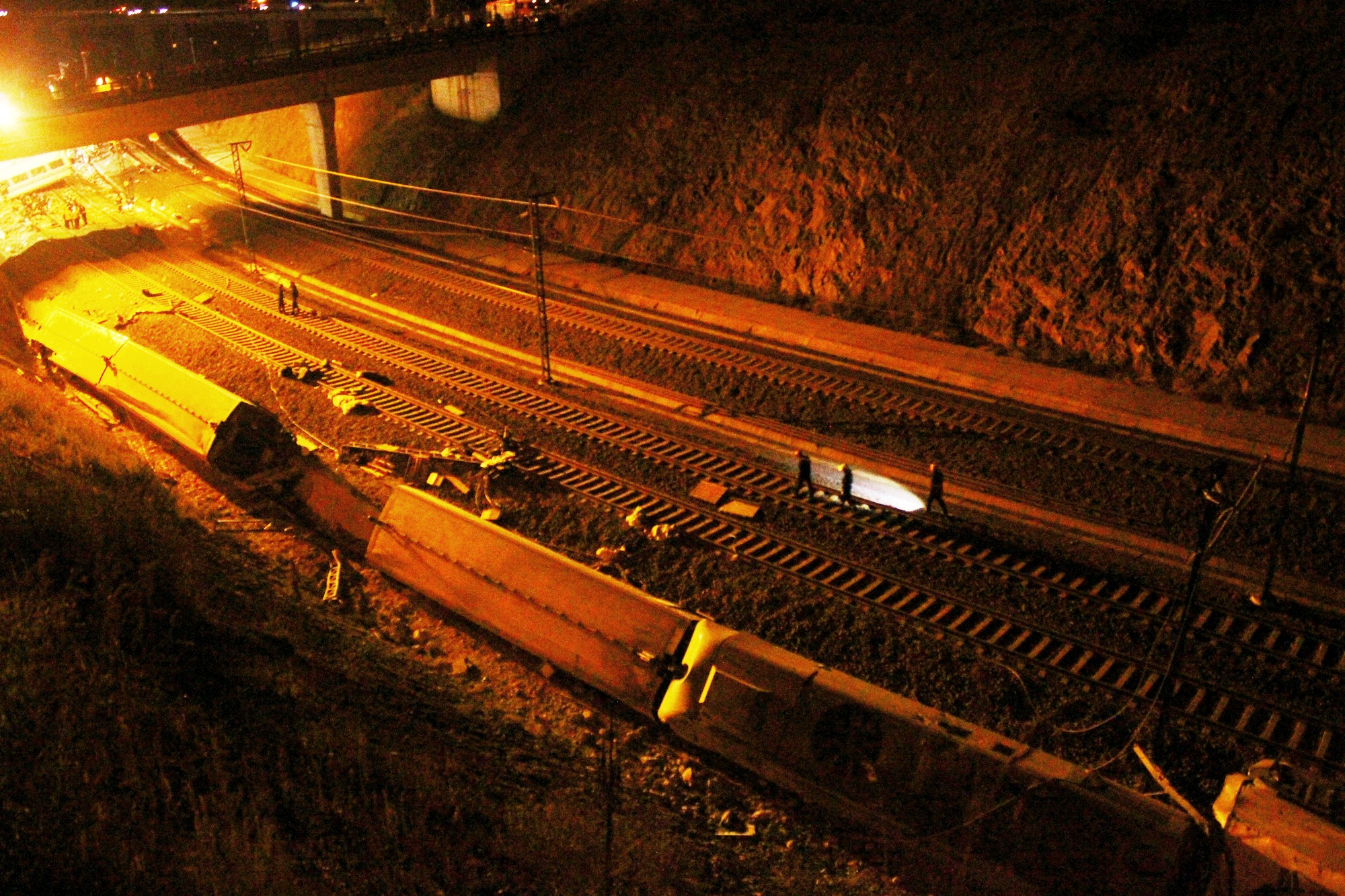
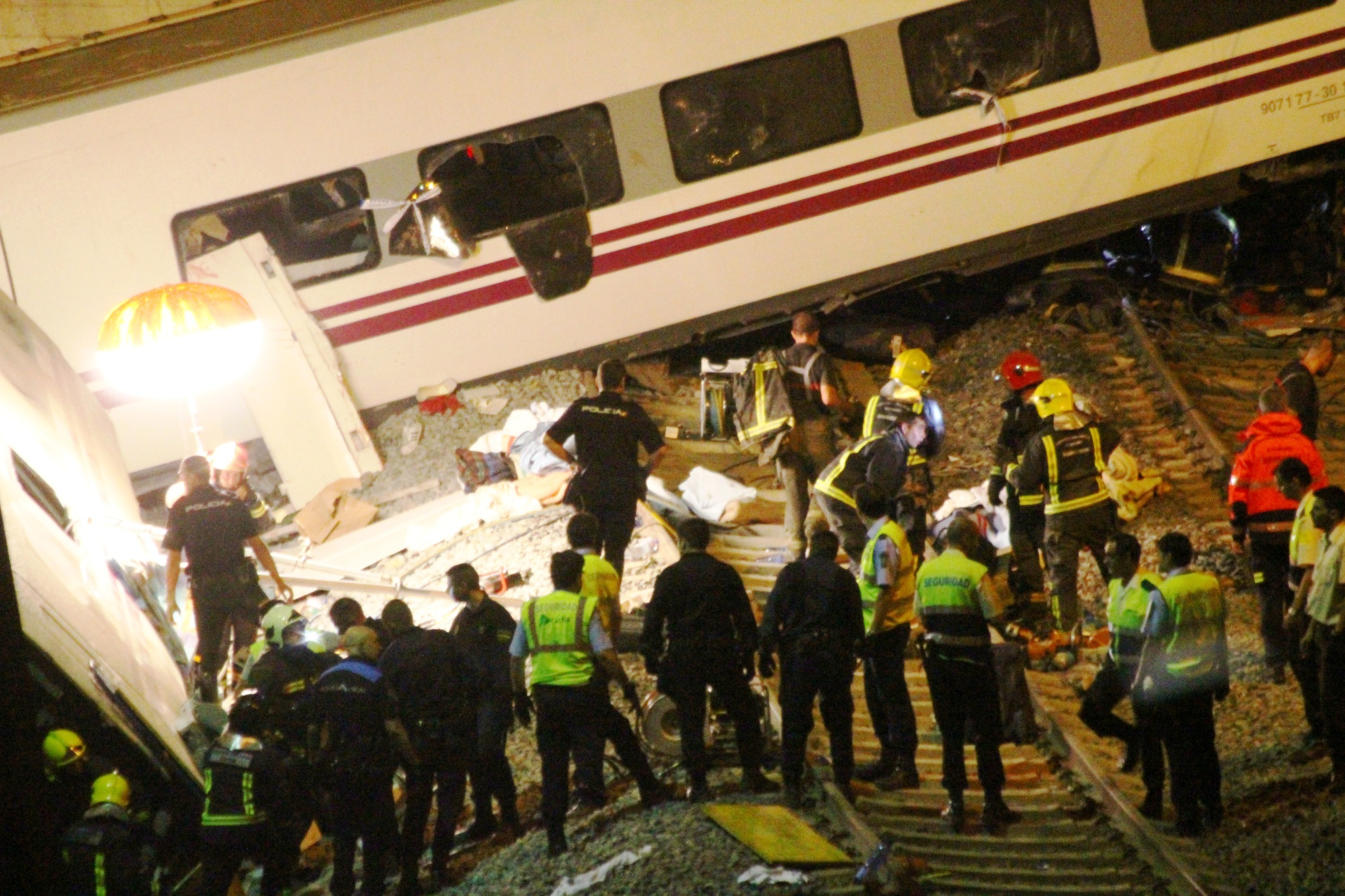
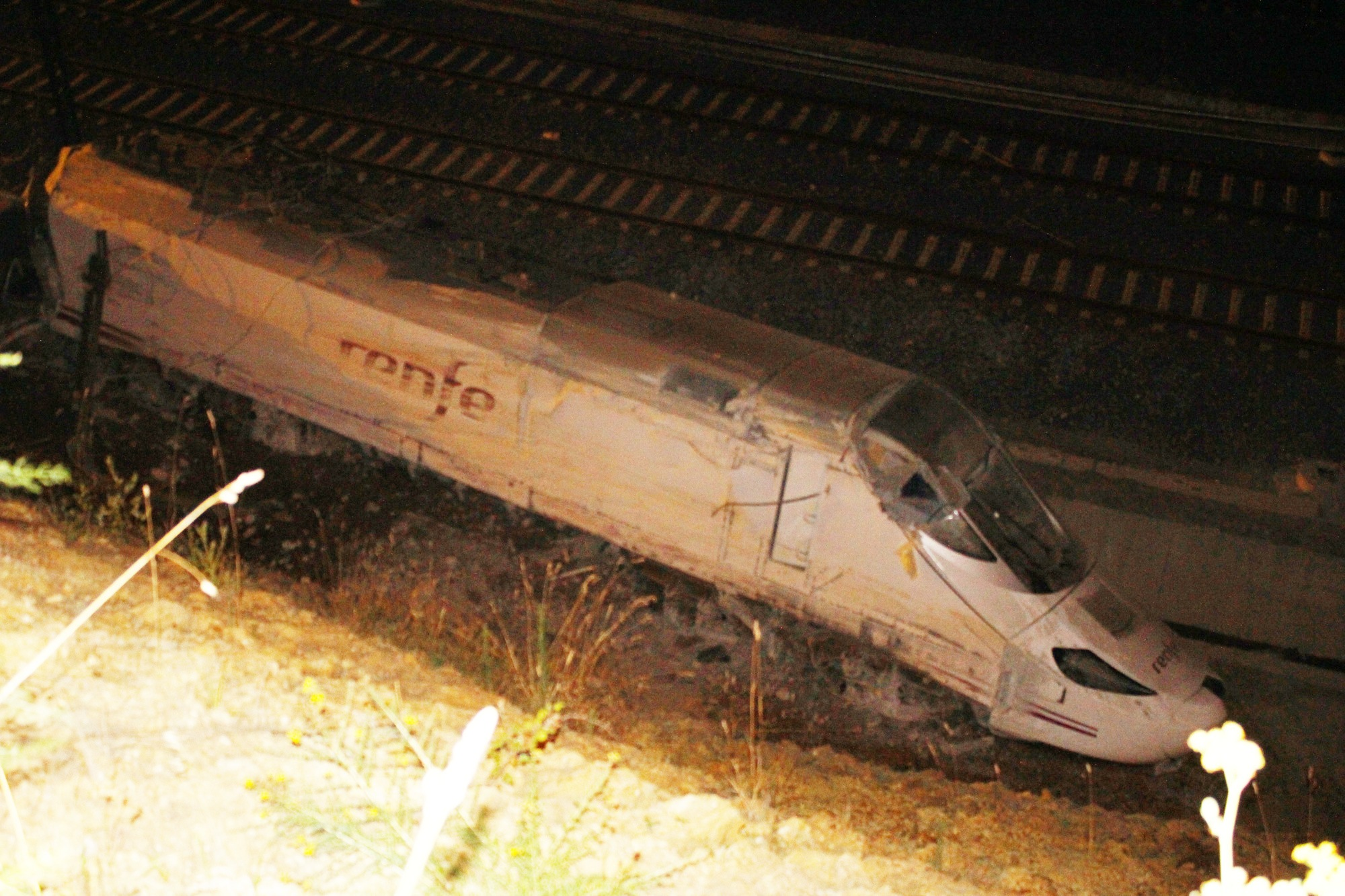
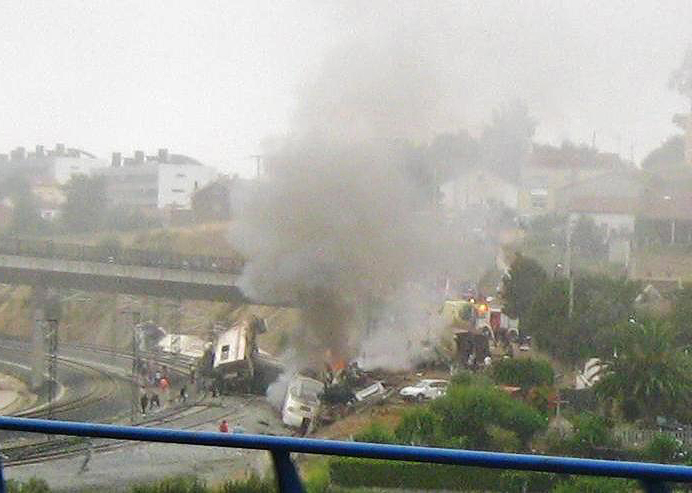